# My Gods
My Gods, är ett album av det svenska bandet Laakso och som gavs ut 21 september 2005. My Gods är Laaksos andra album. 9 november 2005 kom en singel/EP till albumet In My Blood, Single.

## Låtlista
1. Once Again Late at Night
2. High Drama
3. Never Satisfied
4. Someone Somewhere
5. My Gods
6. This Spring
7. In My Blood
8. Hamburg Night
9. Right Back at You
10. True Love
11. Oh My Love
12. Healing Force

## Singlar
- In My Blood, single, 11 oktober, 2005

1. In My Blood (single edit)
2. In My Blood (live)
3. Love Is Blind (demo)
4. Holiday